# Cojoba sophorocarpa
Cojoba sophorocarpa är en ärtväxtart som först beskrevs av George Bentham och Joseph Dalton Hooker, och fick sitt nu gällande namn av Nathaniel Lord Britton och Joseph Nelson Rose. Cojoba sophorocarpa ingår i släktet Cojoba, och familjen ärtväxter. Inga underarter finns listade i Catalogue of Life.